# Rhopalostylis baueri
Espèce
Synonymes
- Areca baueri Hook. f.[2]
- Areca baueri Hook.f.[3] [1]
- Eora baueri (Hook. f.) O. F. Cook[2]
- Eora baueri (Hook.f.) O.F.Cook[3] [1]
- Eora cheesemanii (Becc. ex Cheeseman) O.F.Cook[3] [1]
- Eora ultima O.F.Cook[3] [1]
- Kentia baueri (Hook.f.) Seem.[3] [1]
- Rhopalostylis baueri var. cheesemanii (Becc. ex Cheeseman) Sykes[3] [1]
- Rhopalostylis cheesemanii Becc. ex Cheeseman[3] [1]
- Seaforthia robusta H.Wendl.[3] [1]

Rhopalostylis baueri est une espèce de plantes de la famille des Arecaceae. Ce palmier est originaire de l'île Norfolk (Australie) et des îles Kermadec (Nouvelle-Zélande).

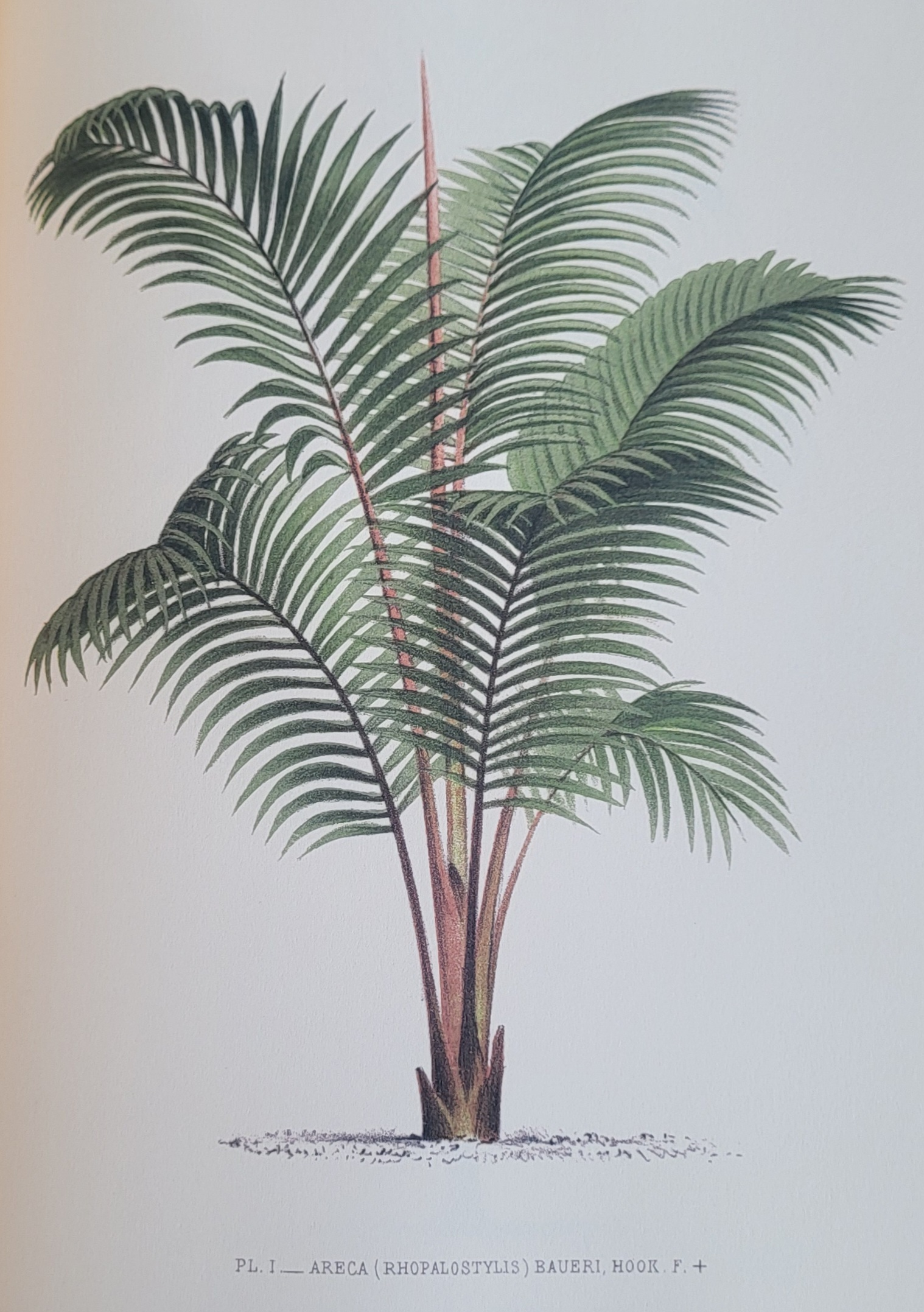
Illustration de Rhopalostylis baueri par Oswald de Kerchove de Denterghem en 1878

## Description
Rhopalostylis baueri atteint une hauteur de 10 m ou plus. Les feuilles pennées mesurent 3 à 4 m de long, sur un pétiole robuste et dressé d'environ 20 cm de long. La tige de la couronne mesure 50-60 cm de long. L'inflorescence mesure 30 à 50 cm de long et comporte de 50 à 60 branches assez robustes. Les fruits sont d'abord verts, puis deviennent rouge vif à maturité.

## Répartition
Rhopalostylis baueri occupe désormais une petite zone au centre de l'île de Norfolk, près du parc national, où l'espèce est quelque peu menacée par les rats qui mangent les fruits et les jeunes plants. Elle est rare ailleurs sur l'île. Dans la partie de son aire de répartition située dans les îles Kermadec, il n'est pas menacé, mais il n'est présent que sur l'île Raoul. Suite à l'éradication réussie des rats sur l'île Raoul, le palmier a considérablement étendu son aire de répartition. Sur l'île Norfolk, qui est toujours infestée de rongeurs, R. baueri se régénère et est abondant dans certaines localités. 

## Liste des variétés
Selon Tropicos (12 avril 2019) (Attention liste brute contenant possiblement des synonymes) :
- variété Rhopalostylis baueri var. baueri
- variété Rhopalostylis baueri var. cheesemanii (Becc. ex Cheeseman) Sykes